# Saint-Martin-d'Arc
Saint-Martin-d'Arc é uma comuna francesa na região administrativa de Auvérnia-Ródano-Alpes, no departamento de Saboia. Estende-se por uma área de 4,93 km². Em 2010 a comuna tinha 353 habitantes (densidade: 71,6 hab./km²).